# Eleutherodactylus oxyrhyncus
Eleutherodactylus oxyrhyncus es una especie de anfibio anuro de la familia Eleutherodactylidae.

## Distribución geográfica
Esta especie es endémica de Haití. Habita entre los 333 y 1212 m de altitud en los macizos de Hotte y Saddle.

## Publicación original
- Duméril & Bibron, 1841 : Erpétologie générale ou Histoire naturelle complète des reptiles, vol. 8, p. 1-792[5]